# Ленкоранская крепость
Ленкоранская крепость — исторический памятник архитектуры, расположенный на территории города Ленкорани. Ленкоранская крепость была построена в 1726—1727 годах, одновременно с Крепостью Зиндан. Позже замок был восстановлен до прямоугольной формы с помощью английских и французских архитекторов. Расположенная на площади около 35 гектаров, крепость была больше Бакинской крепости. До наших дней сохранились только две башни крепости.

## История
Строительство Ленкоранской крепости началось в 1726 году и было завершено осенью 1727 года. Внутри крепости находится окрестность, называемый ленкоранцами «Гала». Крепость была важным оплотом иранской армии в Первой русско-персидской войне (1804—1813). В крепости были размещены 4000 солдат иранской армии. Крепость вызвала много затруднений у русских войск при продвижении на восток.
31 декабря 1812 года русские солдаты заняли позиции у стен крепости и должны были перейти траншеи под артиллерийским огнем и сражаться внутри крепости. 1 января 1813 года Ленкоранская крепость была захвачена русскими войсками. После поражения Персии было подписано мирное соглашение. По Гюлистанскому мирному договору (1813 г.) северная часть Талышского ханства была присоединена к Российской империи. Крепость была одна из основных крепостей города Талышского ханства. В те времена, по свидетельству очевидцев, крепость действительно производила поражающее впечатление своими высокими каменными стенами, увенчанными целым рядом зубцов, из-за которых повсюду смотрели грозные жерла орудий. Кроме того, крепость была окружена глубокими траншеями, которые при оборонительной необходимости заполнялись водой. В состав крепости раньше входили два базара: Большой и Малый. На каждом базаре в самом начале XX века были построены мечети, эти мечети были основными в городе и сохранились до сих пор.